# Wilhelm von Müffling genannt Weiß (1778–1858)

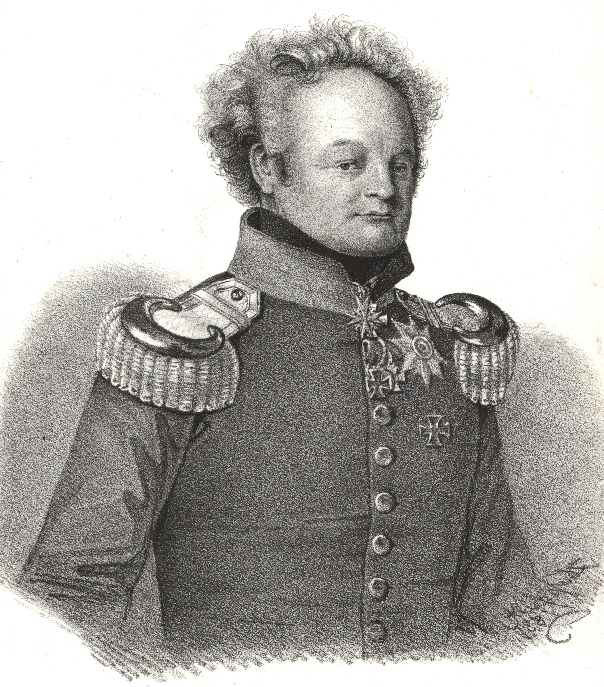
Wilhelm von Müffling

Wilhelm Freiherr von Müffling genannt Weiß (* 8. September 1778 in Halle (Saale); † 15. Juli 1858 in Koblenz) war ein preußischer General der Infanterie sowie Gouverneur von Koblenz und Ehrenbreitstein.

## Leben

### Herkunft
Wilhelm entstammte dem Adelsgeschlecht Müffling genannt Weiß. Er war das dritte Kind des späteren preußischen Generalmajors Friedrich Wilhelm von Müffling (1742–1808) und dessen Ehefrau Christiane Charlotte Wilhelmine, geborene von Borschitten (1743–1796).

### Militärkarriere
Müffling wurde am 1. Mai 1790 als Gefreiterkorporal im Infanterieregiment „von Thadden“ der Preußischen Armee angestellt. Mit dem Regiment kämpfte er im Feldzug 1792/95 gegen das revolutionäre Frankreich bei Kaiserslautern und Trippstadt. Müffling machte die Blockade von Landau und Verdun mit, wurde während der Belagerung von Mainz verwundet und kam bei der Kanonade von Valmy zum Einsatz. Als Sekondeleutnant wurde er im Oktober 1805 Generaladjutant beim Regimentschef Johann Jeremias von Renouard. Im Jahr darauf kämpfte er in der Schlacht bei Auerstedt, wo Müffling nochmals verwundet wurde. Nach dem Frieden von Tilsit erhielt er als Kapitän eine Kompanie im Regiment Garde. Dort wurde Müffling am 12. Januar 1812 Major und im Juni Kommandeur des II. Bataillons. Während des Frühjahrsfeldzugs 1813 kämpfte Müffling bei Großgörschen, wofür er das Eiserne Kreuz II. Klasse sowie den Russischen Orden der Heiligen Anna II. Klasse erhielt, bei Bautzen sowie bei Haynau. Am 19. Juni 1813 wurde er zum Kommandeur des 2. Garde-Regiments zu Fuß ernannt. Dieses führte er in der Völkerschlacht bei Leipzig und im weiteren Verlauf der Kampagne bei Paris. Für seine Leistungen verlieh ihm der preußische König den Orden Pour le Mérite mit Eichenlaub und der russische Zar würdigte seine Verdienste mit dem Orden des Heiligen Wladimir III. Klasse.
Nach dem Wiener Kongress folgte am 1. Juli 1815 seine Beförderung zum Oberst. Müffling erhielt dann am 7. Februar 1816 das Kommando über die Truppenbrigade in Mainz und Luxemburg. Zwei Jahre später stieg er zum Inspekteur der Besatzungen der Bundesfestungen Mainz und Luxemburg auf. Am 30. März 1820 wurde Müffling mit Patent vom 3. April 1820 zum Generalmajor befördert und als solcher am 27. September 1821 in Vertretung zum Kommandanten von Mainz ernannt. Ende September 1824 gab er den Posten ab und trat in seine Funktion als Inspekteur zurück. Unter Belassung in dieser Stellung ernannte man Müffling schließlich am 22. Oktober 1829 zum Kommandanten von Mainz mit einer Zulage von 1800 Talern. Nach dem Tod des bisherigen Gouverneurs Ferdinand Friedrich August von Württemberg wurde Wilhelm von Preußen dessen Nachfolger und Müffling stieg gleichzeitig im März 1834 zum Vizegouverneur von Mainz auf. Am 30. März 1834 erhielt er den Charakter als Generalleutnant sowie ein Jahr später das Patent zu seinem Dienstgrad. Nachdem Müffling 23 Jahre in Mainz gewirkt hatte, ernannte ihn König Friedrich Wilhelm III. am 8. Oktober 1839 zum Gouverneur von Koblenz und Ehrenbreitstein. Aus Anlass seines 50-jährigen Dienstjubiläums wurde ihm am 23. März 1840 als besondere Auszeichnung der Rote Adlerorden I. Klasse mit Brillanten verliehen.
Müffling trat am 19. Oktober 1843 aufgrund seines schlechter werdenden Gesundheitszustands als General der Infanterie in den Ruhestand, der ihm mit einer jährlichen Pension von 4000 Talern bewilligt wurde.

### Familie
Müffling war dreimal verheiratet. Seine erste Frau war Johanna Wilhelmine Charlotte Wucherer (1785–1809). Aus der Ehe ging die Tochter Emma (1809–1830) hervor, die am 18. August 1829 in Ringhofen Eduard Freiherr von Müffling (1801–1887) ehelichte.
Seine zweite Frau war Auguste von Thadden (1793–1874). Das Paar ließ sich scheiden und hatte folgende Kinder:
- Maria Charlotte Henriette Leopoldine (* 1816) ⚭ Theodor Hartmann von Bibra (1808–1849), Oberstleutnant[1], Sohn des Meininger Landtagsmarschalls Carl Friedrich Wilhelm Gottlob von Bibra
- Wilhelm (1817–1860), preußischer Major ⚭ 25. Oktober 1854 Elisabeth Freiin von Lorenz (1835–1882)
- Karl (1819–1867), preußischer Rittmeister a. D., Bürgermeister von Hasselbach ⚭ Henriette Bischoff von Weyerbusch
- Natalie (1824–1863) ⚭ Dietrich von Grawert (1822–1889), preußischer Generalleutnant

Seine dritte und letzte Frau war Auguste Friederike Therese Ferdinande Leopoldine Freiin von Nordeck zur Rabenau (1798–1848), die er am 16. April 1830 in Frankfurt am Main ehelichte. Das Paar hatte eine Tochter:
- Pauline Wilhelmine (* 1833) ⚭ Gustav Freiherr von Nordenflycht (1825–1903)[2]

### Auszeichnungen
Müffling war seit 1839 Ehrenbürger der Stadt Mainz. Außerdem wurde er im Laufe seiner langen Militärkarriere mit folgenden weiteren Orden und Ehrenzeichen beliehen:
- Preußisches Dienstauszeichnungskreuz im Jahre 1825
- Orden der Eisernen Krone I. Klasse im Jahre 1834
- Großkreuz des Ludwigsordens am 2. Dezember 1836
- Großkreuz des ö.-k. Leopold-Ordens am 14. Dezember 1839